# Хоссейн Али Мирза Этезад-ас-Сальтане
Хоссейн Али Мирза Этезад-ас-Сальтане (перс. حسینعلی میرزا اعتضادالسلطنه – Hoseinali Mirza Etezad-os-Saltane - 1891 — 1953 гг.) был старшим сыном Мохаммеда Али-Шаха Каджара. Родился в городе Тебризе.

## Биография
Получил образование в школе для представителей шахской династии. В молодости он считался смышлёным и высокообразованным юношей. После свержения его отца, Мохаммеда Али-Шаха, произошедшего в результате занятия Тегерана революционерами из числа сторонников буржуазно-демократической Конституционной революции, попросил политическое убежище в России и покинул Персию. Несколько лет Хоссейн Али Мирза Этезад-ас-Сальтане сопровождал отца в России, Османской империи и Европе, затем вернулся обратно в Тегеран, являлся губернатором нескольких небольших городов. Впоследствии был назначен губернатором города Исфахана. Во время путешествия по Европе его брата, Ахмад-Шаха, Хоссейн Али Мирза Этезад-ас-Сальтане замещал его, то есть выполнял функцию регента. После свержения династии Каджаров участия в политической жизни больше не принимал, занимался самообразованием и охотой.
Матерью Хоссейна Али Мирзы Этезад-ас-Сальтане была Рабабе Ханум Малих-ас-Сальтане, дочь Юсуфа Мирзы Байяна-оль-Мамалека. В юношеские годы он женился на Гамар-од-Доуле, дочери Абульфатха Мирзы Салара-од-Доуле, однако спустя некоторое время было объявлено о разводе. От первого брака у него осталось двое сыновей. Кроме того, у него было несколько детей от другой жены.
Хоссейн Али Мирза Этезад-ас-Сальтане скончался в 1953 году в Тегеране. Он был похоронен рядом с могилой Насер ад-Дин шаха.